# Polisse
Polisse je francouzský dramatický film z roku 2011, který režírovala Maïwenn podle vlastního scénáře. Snímek měl světovou premiéru na filmovém festivalu v Cannes dne 13. května 2011.

## Děj
Policisté z pařížské brigády na ochranu nezletilých bojují proti zneužívání nezletilých. Mají na starosti pátrání po predátorech, zatýkání rodičů podezřelých ze zneužívání, sledování mladistvých kapesních zlodějů, dospívajících živících se prostitucí, ochrana nezletilých bezdomovců, nezletilých obětí znásilnění apod. Mladá fotografka Melissa je vyslána, aby udělala fotoreportáž o práci na oddělení. Tím poznává policistu Freda.

## Obsazení
| Karin Viardová           | Nadine                   |
| JoeyStarr                | Fred                     |
| Marina Foïs              | Iris                     |
| Nicolas Duvauchelle      | Mathieu                  |
| Maïwenn                  | Mélissa Zahia            |
| Karole Rocher            | Chrys                    |
| Emmanuelle Bercot        | Sue Ellen                |
| Frédéric Pierrot         | velitel Yvan Gérard      |
| Wladimir Yordanoff       | Beauchard, šéf brigády   |
| Arnaud Henriet           | Bamako                   |
| Jérémie Elkaïm           | Gabriel                  |
| Naidra Ayadi             | Nora                     |
| Riccardo Scamarcio       | Francesco                |
| Sandrine Kiberlainová    | Madame de la Faublaise   |
| Louis-Do de Lencquesaing | Monsieur de la Faublaise |
| Carole Franck            | Céline                   |
| Laurent Bateau           | Hervé                    |
| Anne Suarez              | Alice                    |
| Anthony Delon            | Alex                     |
| Riton Liebman            | Franck                   |
| Sophie Cattani           | zdrogovaná matka         |
| Marcial Di Fonzo Bo      | učitel tělocviku         |
| Lou Doillon              | sestra Mélissy           |
| Louis Dussol             | Vincent                  |
| Alice de Lencquesaing    | Sandra                   |
| Nathalie Boutefeu        | matka Sandry             |
| Sébastien Farran         | policista                |
| Alain Attal              | Marc                     |
| Maëva Pasquali           | Estelle                  |
| Amina Annabi             | matka Melissy            |
| Patrick Le Besco         | otec Melissy             |
| Bine Sarambounou         | matka Ousmana            |
| Alexandre Carrière       | otec Dolorès             |
| Valérie de Monza         | rozvodový soudce         |
| Virgil Vernier           | muž u večeře             |

## Ocenění
- Filmový festival v Cannes: cena poroty
- César: nejslibnější herečka (Naidra Ayadi) a nejlepší střih (Laure Gardette a Yann Dedet)